# 오시에들레
오시에들레(폴란드어: Osiedle, 복수형 오시에들라(osiedla))는 폴란드에서 도시 또는 그 도시의 지엘니차(dzielnica, 구)의 지정된 구역이자 지역으로, 자체 의회와 행정부를 갖춘 마을을 의미하는 용어다. 지엘니차와 소웩트보(sołectwo)와 마찬가지로 오시에들레는 법적 성격을 갖지 않는다.
모든 폴란드 도시나 마을에 위와 같은 의미의 '오시에들라(osiedla)'가 있는 것은 아니다. 그러나 '오시에들레(osiedle)'라는 단어는 모든 주택 단지나 개발 지역을 지칭하는 데에도 자주 사용되고 있다.